# Ligat ha'Al 2022-2023
La Ligat ha'Al 2022-2023, anche nota come Ligat ONE ZERO 2022-2023 per motivi di sponsorizzazione, è stata l'81ª edizione della massima divisione del campionato israeliano di calcio, la 24ª dalla sua riforma del 1999, iniziata il 20 agosto 2022 e terminata il 20 maggio 2023.
Il Maccabi Haifa, squadra campione in carica, si è laureato campione anche in questa stagione per la 15ª volta nella sua storia.

## Stagione

### Novità
Nella stagione precedente sono retrocesse Maccabi Petah Tiqwa e Hapoel Nof HaGalil, mentre dalla Liga Leumit sono state promosse Maccabi Bnei Reineh, primo classificato, e Sektzia Ness Ziona, secondo classificato.

### Formula
La formula è la stessa delle stagioni precedenti. Prendono parte alla massima serie 14 squadre, che si affrontano in un girone all'italiana di 26 giornate, tra andata e ritorno.

Al termine della stagione regolare, le sei squadre classificatesi dal primo al sesto posto partecipano ai play-off per il titolo e per la qualificazione alle coppe europee; le otto squadre classificatesi dal settimo al quattordicesimo posto disputano, invece, i play-out per determinare le retrocessioni. Tanto nei play-off quanto nei play-out, le squadre partono con gli stessi punti ottenuti durante la stagione regolare.

La squadra campione si qualifica al secondo turno di qualificazione della UEFA Champions League 2023-2024 e alla Supercoppa d'Israele (ove affronta la vincitrice della Coppa d'Israele 2022-2023 o, in caso di vittoria di tale trofeo da parte del club campione nazionale, la seconda classificata in campionato). La seconda e la terza classificata sono ammesse al secondo turno di qualificazione della UEFA Europa Conference League 2023-2024. Poiché un posto a quest'ultimo torneo (precisamente al secondo turno di qualificazione) è previsto anche per la squadra vincitrice della Coppa d'Israele 2022-2023, se detto trofeo è vinto da un club classificatosi al secondo o al terzo posto dei play-off (o, in caso di vittoria della Coppa di Stato da parte della squadra campione nazionale, se in una di tali posizioni si classifica la finalista perdente), viene qualificata anche la quarta classificata.

Sono retrocesse le ultime due squadre classificatesi ai play-out, rimpiazzate nella stagione successiva dalle due squadre promosse dalla Liga Leumit.

I play-off si disputano in partite di andata e ritorno, per un totale di 10 giornate (dalla 27ª alla 36ª giornata). I play-out, invece, si disputano in partite di sola andata, per un totale di 7 giornate (dalla 27ª alla 33ª). Ciascuna squadra, pertanto, disputa complessivamente 36 o 33 partite, a seconda che partecipi ai play-off o ai play-out.

## Squadre partecipanti
| Club                | Città         | Stadio               | Stagione precedente |
| ------------------- | ------------- | -------------------- | ------------------- |
| Ashdod              | Ashdod        | Stadio HaYud-Alef    | 9º posto            |
| Beitar Gerusalemme  | Gerusalemme   | Stadio Teddy Kollek  | 10º posto           |
| Bnei Sakhnin        | Sakhnin       | Stadio Doha          | 6º posto            |
| Hapoel Be'er Sheva  | Be'er Sheva   | Stadio Yaakov Turner | 2º posto            |
| Hapoel Gerusalemme  | Gerusalemme   | Stadio Teddy Kollek  | 12º posto           |
| Hapoel Hadera       | Hadera        | Stadio Netanya       | 8º posto            |
| Hapoel Haifa        | Haifa         | Stadio Sammy Ofer    | 11º posto           |
| Hapoel Tel Aviv     | Tel Aviv      | Stadio Bloomfield    | 5º posto            |
| Ironi K. Shmona     | Kiryat Shmona | Stadio municipale    | 7º posto            |
| Maccabi Bnei Reineh | Reineh        | Green Stadium        | 1° in Liga Leumit   |
| Maccabi Haifa       | Haifa         | Stadio Sammy Ofer    | Campione d'Israele  |
| Maccabi Netanya     | Netanya       | Stadio Netanya       | 4º posto            |
| Maccabi Tel Aviv    | Tel Aviv      | Stadio Bloomfield    | 3º posto            |
| Sektzia Ness Ziona  | Ness Ziona    | Stadio HaMoshava     | 2° in Liga Leumit   |

## Allenatori
| Club               | Allenatore                                                              |
| ------------------ | ----------------------------------------------------------------------- |
| Ashdod             | Ran Ben Shimon                                                          |
| Beitar Gerusalemme | Yossi Abukasi                                                           |
| Bnei Sakhnin       | Haim Silvas (1ª-9ª) Kobi Refua (10ª-36ª)                                |
| Hapoel Be'er Sheva | Elyaniv Barda                                                           |
| Hapoel Gerusalemme | Ziv Arie                                                                |
| Hapoel Hadera      | Assaf Nimni (1ª-17ª) Meni Koretski (18ª-36ª)                            |
| Hapoel Haifa       | Nir Klinger (1ª-9ª) Ronny Levy (10ª-36ª)                                |
| Hapoel Tel Aviv    | Kobi Refua (1ª-5ª) Slobodan Drapić (6ª-17ª) Haim Silvas (18ª-36ª)       |
| Ironi K. Shmona    | Meni Koretski (1ª-14ª) Nir Berkovic (15ª-22ª) Slobodan Drapić (23ª-36ª) |
| Macc. Bnei Reineh  | Adham Hadiya (1ª-3ª) Sharon Mimer (4ª-36ª)                              |
| Maccabi Haifa      | Barak Bakhar                                                            |
| Maccabi Netanya    | Benyamin Lam (1ª-14ª) Ran Kojok (15ª-36ª)                               |
| Maccabi Tel Aviv   | Vladimir Ivić (1ª-16ª) Aitor Karanka (17ª-36ª)                          |
| Sektzia Ness Ziona | Nir Berkovic (1ª-14ª) Shlomi Dora (15ª-36ª)                             |

## Stagione regolare
|  | Pos. | Squadra             | Pt | G  | V  | N  | P  | GF | GS | DR  |
|  | ---- | ------------------- | -- | -- | -- | -- | -- | -- | -- | --- |
|  | 1.   | Maccabi Haifa       | 62 | 26 | 20 | 2  | 4  | 51 | 24 | +27 |
|  | 2.   | Hapoel Be'er Sheva  | 58 | 26 | 18 | 4  | 4  | 52 | 19 | +33 |
|  | 3.   | Maccabi Tel Aviv    | 52 | 26 | 15 | 7  | 4  | 53 | 15 | +38 |
|  | 4.   | Maccabi Netanya     | 37 | 26 | 10 | 7  | 9  | 33 | 38 | -5  |
|  | 5.   | Hapoel Gerusalemme  | 36 | 26 | 9  | 9  | 8  | 30 | 26 | +4  |
|  | 6.   | Ashdod              | 36 | 26 | 9  | 9  | 8  | 32 | 30 | +2  |
|  | 7.   | Beitar Gerusalemme  | 31 | 26 | 9  | 4  | 13 | 38 | 47 | -9  |
|  | 8.   | Hapoel Haifa        | 30 | 26 | 6  | 12 | 8  | 25 | 28 | -3  |
|  | 9.   | Bnei Sakhnin        | 30 | 26 | 7  | 9  | 10 | 26 | 30 | -4  |
|  | 10.  | Hapoel Hadera       | 29 | 26 | 6  | 11 | 9  | 26 | 41 | -15 |
|  | 11.  | Hapoel Tel Aviv     | 27 | 26 | 6  | 9  | 11 | 28 | 42 | -14 |
|  | 12.  | Maccabi Bnei Reineh | 24 | 26 | 5  | 9  | 12 | 23 | 42 | -19 |
|  | 13.  | Ironi K. Shmona     | 21 | 26 | 3  | 12 | 11 | 27 | 39 | -12 |
|  | 14.  | Sektzia Ness Ziona  | 17 | 26 | 3  | 8  | 15 | 23 | 46 | -23 |

Legenda:
      Ammesse ai play-off.
      Ammesse ai play-out.
Note:
Tre punti a vittoria, uno a pareggio, zero a sconfitta.
In caso di arrivo di due o più squadre a pari punti, la graduatoria finale viene stilata secondo la classifica avulsa tra le squadre interessate che prevede, nell'ordine, i seguenti criteri:
- differenza reti generale;
- numero di partite vinte;
- goal segnati;
- punti negli scontri diretti;
- differenza reti negli scontri diretti;
- goal segnati negli scontri diretti.

Qualora la parità persista, si ricorre ad uno spareggio.

### Risultati
Ogni riga indica i risultati casalinghi della squadra segnata a inizio della riga contro le squadre segnate colonna per colonna (che invece avranno giocato l'incontro in trasferta). Al contrario, leggendo la colonna di una squadra si avranno i risultati ottenuti dalla stessa in trasferta, contro le squadre segnate in ogni riga, che invece avranno giocato l'incontro in casa.
|                    | Ash  | BeG  | BnS  | HBS  | HGe  | HHd  | HHa  | HTA  | IKS  | MBR  | MHa  | MNe  | MTA  | SNZ  |
| ------------------ | ---- | ---- | ---- | ---- | ---- | ---- | ---- | ---- | ---- | ---- | ---- | ---- | ---- | ---- |
| Ashdod             | –––– | 0-2  | 1-1  | 0-1  | 1-1  | 1-1  | 4-0  | 1-0  | 1-1  | 3-0  | 3-1  | 2-3  | 0-0  | 1-0  |
| Beitar Gersualemme | 2-1  | –––– | 2-1  | 0-5  | 0-1  | 0-2  | 0-0  | 1-3  | 2-0  | 2-3  | 1-4  | 6-3  | 2-2  | 3-2  |
| Bnei Sakhnin       | 1-1  | 2-0  | –––– | 0-1  | 2-1  | 1-4  | 1-2  | 1-1  | 1-3  | 1-1  | 0-1  | 0-0  | 0-1  | 2-0  |
| H. Be'er Sheva     | 1-2  | 3-2  | 1-0  | –––– | 0-0  | 3-0  | 2-2  | 6-0  | 2-1  | 2-0  | 1-2  | 2-2  | 2-0  | 1-1  |
| Hapoel Gersualemme | 3-0  | 1-1  | 1-2  | 1-4  | –––– | 1-1  | 2-2  | 0-0  | 1-1  | 0-1  | 3-0  | 0-2  | 0-3  | 1-0  |
| Hapoel Hadera      | 0-2  | 2-1  | 1-3  | 0-3  | 0-0  | –––– | 1-1  | 0-0  | 1-1  | 2-2  | 1-1  | 3-1  | 0-6  | 0-0  |
| Hapoel Haifa       | 1-1  | 0-0  | 1-2  | 0-1  | 1-0  | 3-0  | –––– | 2-0  | 1-0  | 0-0  | 0-1  | 0-0  | 1-1  | 0-1  |
| Hapoel Tel Aviv    | 1-2  | 2-1  | 0-2  | 2-3  | 1-3  | 0-0  | 3-3  | –––– | 2-1  | 2-0  | 0-1  | 1-1  | 0-0  | 1-1  |
| Ironi K. Shmona    | 1-1  | 0-3  | 1-1  | 0-2  | 1-1  | 2-2  | 1-1  | 0-1  | –––– | 1-1  | 2-3  | 2-2  | 1-1  | 3-3  |
| Macc. Bnei Reineh  | 1-1  | 0-2  | 2-0  | 0-3  | 0-2  | 1-2  | 1-1  | 1-1  | 0-1  | –––– | 1-0  | 1-2  | 0-2  | 3-2  |
| Maccabi Haifa      | 3-1  | 2-1  | 3-1  | 2-0  | 2-1  | 1-0  | 4-1  | 5-2  | 2-0  | 0-0  | –––– | 4-1  | 2-0  | 3-1  |
| Maccabi Netanya    | 0-2  | 4-1  | 0-0  | 1-2  | 0-2  | 1-0  | 1-0  | 0-2  | 1-0  | 2-1  | 0-2  | –––– | 2-1  | 3-0  |
| Maccabi Tel Aviv   | 3-0  | 4-0  | 1-1  | 1-0  | 1-2  | 5-0  | 1-0  | 3-0  | 3-1  | 5-0  | 3-0  | 3-0  | –––– | 1-1  |
| Sektzia Ness Ziona | 2-0  | 0-3  | 0-0  | 0-1  | 0-2  | 1-3  | 0-2  | 4-3  | 0-2  | 3-3  | 0-2  | 1-1  | 0-2  | –––– |

## Play-off

### Classifica finale
|                    | Pos. | Squadra            | Pt | G  | V  | N  | P  | GF | GS | DR  |
| ------------------ | ---- | ------------------ | -- | -- | -- | -- | -- | -- | -- | --- |
| Israele (bandiera) | 1.   | Maccabi Haifa      | 81 | 36 | 27 | 3  | 6  | 76 | 34 | +42 |
|                    | 2.   | Hapoel Be'er Sheva | 74 | 36 | 24 | 5  | 7  | 65 | 29 | +36 |
|                    | 3.   | Maccabi Tel Aviv   | 73 | 36 | 21 | 10 | 5  | 69 | 23 | +46 |
|                    | 4.   | Hapoel Gerusalemme | 45 | 36 | 12 | 9  | 15 | 38 | 44 | -6  |
|                    | 5.   | Maccabi Netanya    | 45 | 36 | 12 | 9  | 15 | 44 | 58 | -14 |
|                    | 6.   | Ashdod             | 43 | 36 | 11 | 10 | 15 | 41 | 46 | -5  |

Legenda:
      Campione d'Israele, ammessa alla UEFA Champions League 2023-2024.
      Ammesse alla UEFA Europa Conference League 2023-2024.
Le squadre ripartono con gli stessi punteggi ottenuti durante la stagione regolare.
Note:
Il Maccabi Haifa sconta 3 punti di penalizzazione.
L'Hapoel Be'er Sheva sconta 3 punti di penalizzazione.
Regolamento:
Tre punti a vittoria, uno a pareggio, zero a sconfitta.
In caso di arrivo di due o più squadre a pari punti, la graduatoria finale viene stilata secondo la classifica avulsa tra le squadre interessate che prevede, nell'ordine, i seguenti criteri:
- differenza reti generale;
- numero di partite vinte;
- goal segnati;
- punti negli scontri diretti;
- differenza reti negli scontri diretti;
- goal segnati negli scontri diretti.

Qualora la parità persista, si ricorre ad uno spareggio.

### Risultati
Ogni riga indica i risultati casalinghi della squadra segnata a inizio della riga contro le squadre segnate colonna per colonna (che invece avranno giocato l'incontro in trasferta). Al contrario, leggendo la colonna di una squadra si avranno i risultati ottenuti dalla stessa in trasferta, contro le squadre segnate in ogni riga, che invece avranno giocato l'incontro in casa.
|                    | Ash  | HBS  | HGe  | MHa  | MNe  | MTA  |
| ------------------ | ---- | ---- | ---- | ---- | ---- | ---- |
| Ashdod             | –––– | 0-1  | 0-1  | 1-2  | 3-2  | 1-2  |
| H. Be'er Sheva     | 3-1  | –––– | 1-0  | 2-1  | 2-0  | 1-2  |
| Hapoel Gerusalemme | 0-1  | 1-2  | –––– | 2-1  | 1-4  | 0-2  |
| Maccabi Haifa      | 2-1  | 1-0  | 5-0  | –––– | 4-1  | 3-1  |
| Maccabi Netanya    | 2-0  | 1-1  | 0-2  | 1-5  | –––– | 0-0  |
| Maccabi Tel Aviv   | 1-1  | 3-0  | 2-1  | 1-1  | 2-0  | –––– |

## Play-out

### Classifica finale
|  | Pos. | Squadra             | Pt | G  | V  | N  | P  | GF | GS | DR  |
|  | ---- | ------------------- | -- | -- | -- | -- | -- | -- | -- | --- |
|  | 7.   | Hapoel Haifa        | 41 | 33 | 9  | 14 | 10 | 35 | 35 | 0   |
|  | 8.   | Beitar Gerusalemme  | 40 | 33 | 13 | 4  | 16 | 52 | 58 | -6  |
|  | 9.   | Bnei Sakhnin        | 37 | 33 | 8  | 13 | 12 | 39 | 44 | -5  |
|  | 10.  | Hapoel Tel Aviv     | 36 | 33 | 9  | 10 | 14 | 37 | 51 | -14 |
|  | 11.  | Maccabi Bnei Reineh | 35 | 33 | 8  | 11 | 14 | 32 | 54 | -22 |
|  | 12.  | Hapoel Hadera       | 34 | 33 | 7  | 13 | 13 | 35 | 53 | -18 |
|  | 13.  | Ironi K. Shmona     | 32 | 33 | 5  | 17 | 11 | 40 | 49 | -9  |
|  | 14.  | Sektzia Ness Ziona  | 25 | 33 | 5  | 10 | 18 | 31 | 56 | -25 |

Legenda:
      Ammessa alla UEFA Europa Conference League 2023-2024.
      Retrocesse in Liga Leumit 2023-2024.
Le squadre ripartono con gli stessi punteggi ottenuti durante la stagione regolare.
Note:
Il Beitar Gerusalemme sconta 3 punti di penalizzazione.
Il Beitar Gerusalemme è ammesso al secondo turno di qualificazione della UEFA Europa Conference League 2023-2024 poiché vincitore della Coppa d'Israele 2022-2023.
L'Hapoel Tel Aviv sconta 1 punto di penalizzazione.
Regolamento:
Tre punti a vittoria, uno a pareggio, zero a sconfitta.
In caso di arrivo di due o più squadre a pari punti, la graduatoria finale viene stilata secondo la classifica avulsa tra le squadre interessate che prevede, nell'ordine, i seguenti criteri:
- differenza reti generale;
- numero di partite vinte;
- goal segnati;
- punti negli scontri diretti;
- differenza reti negli scontri diretti;
- goal segnati negli scontri diretti.

Qualora la parità persista, si ricorre ad uno spareggio.

### Risultati
Ogni riga indica i risultati casalinghi della squadra segnata a inizio della riga contro le squadre segnate colonna per colonna (che invece avranno giocato l'incontro in trasferta). Al contrario, leggendo la colonna di una squadra si avranno i risultati ottenuti dalla stessa in trasferta, contro le squadre segnate in ogni riga, che invece avranno giocato l'incontro in casa.
|                    | BeG  | BnS  | HHd  | HHa  | HTA  | IKS  | MBR  | SNZ  |
| ------------------ | ---- | ---- | ---- | ---- | ---- | ---- | ---- | ---- |
| Beitar Gerusalemme | –––– |      | 2-1  | 2-0  | 2-1  |      | 0-1  |      |
| Bnei Sakhnin       | 4-3  | –––– | 2-3  |      | 0-1  |      | 2-2  |      |
| Hapoel Hadera      |      |      | –––– | 1-2  | 1-2  | 1-1  |      | 1-2  |
| Hapoel Haifa       |      | 2-2  |      | –––– | 1-0  | 1-1  |      | 0-1  |
| Hapoel Tel Aviv    |      |      |      |      | –––– | 2-2  | 1-2  | 2-1  |
| Ironi K. Shmona    | 3-2  | 2-2  |      |      |      | –––– |      | 1-1  |
| Macc. Bnei Reineh  |      |      | 1-1  | 0-4  |      | 1-3  | –––– |      |
| Sektzia Ness Ziona | 1-3  | 1-1  |      |      |      |      | 1-2  | –––– |

## Statistiche

### Individuali

#### Classifica marcatori
| Gol |  |  | Giocatore       | Squadra            |
| --- |  |  | --------------- | ------------------ |
| 21  |  |  | Omer Atzili     | Maccabi Haifa      |
| 20  |  |  | Eran Zahavi     | Maccabi Tel Aviv   |
| 17  |  |  | Danilo Asprilla | Beitar Gerusalemme |
| 15  |  |  | Đorđe Jovanović | Maccabi Tel Aviv   |
| 15  |  |  | Ion Nicolăescu  | Beitar Gerusalemme |
| 15  |  |  | Igor Zlatanović | Maccabi Netanya    |
| 12  |  |  | Guy Melamed     | Bnei Sakhnin       |
| 12  |  |  | Itamar Shviro   | Ironi K. Shmona    |
| 11  |  |  | Rotem Hatuel    | Hapoel Be'er Sheva |
| 11  |  |  | Alen Ožbolt     | Hapoel Tel Aviv    |
| 11  |  |  | Guy Badash      | Hapoel Gerusalemme |